# Umatilla (fiume)
Il fiume Umatilla, con una lunghezza di 143 km (89 mi), è un affluente del fiume Columbia nello stato dell'Oregon. Con un bacino idrografico di 6300 km² (2450 miglia quadrate), sfocia nel fiume Columbia nei pressi della città di Umatilla nella parte nord-orientale dello stato. In ordine, andando verso valle a partire dalle sorgenti, i maggiori affluenti del fiume Umatilla sono il North Fork Umatilla River e il South Fork Umatilla River, poi Meacham, McKay, Birch e Butter creeks.
Il nome Umatilla deriva dal nome nativo americano del fiume, che venne inizialmente registrato come Youmalolam nei diari della Spedizione di Lewis e Clark e trascritto in lettere in molti altri modi nei primi libri sull'Oregon.

## Corso

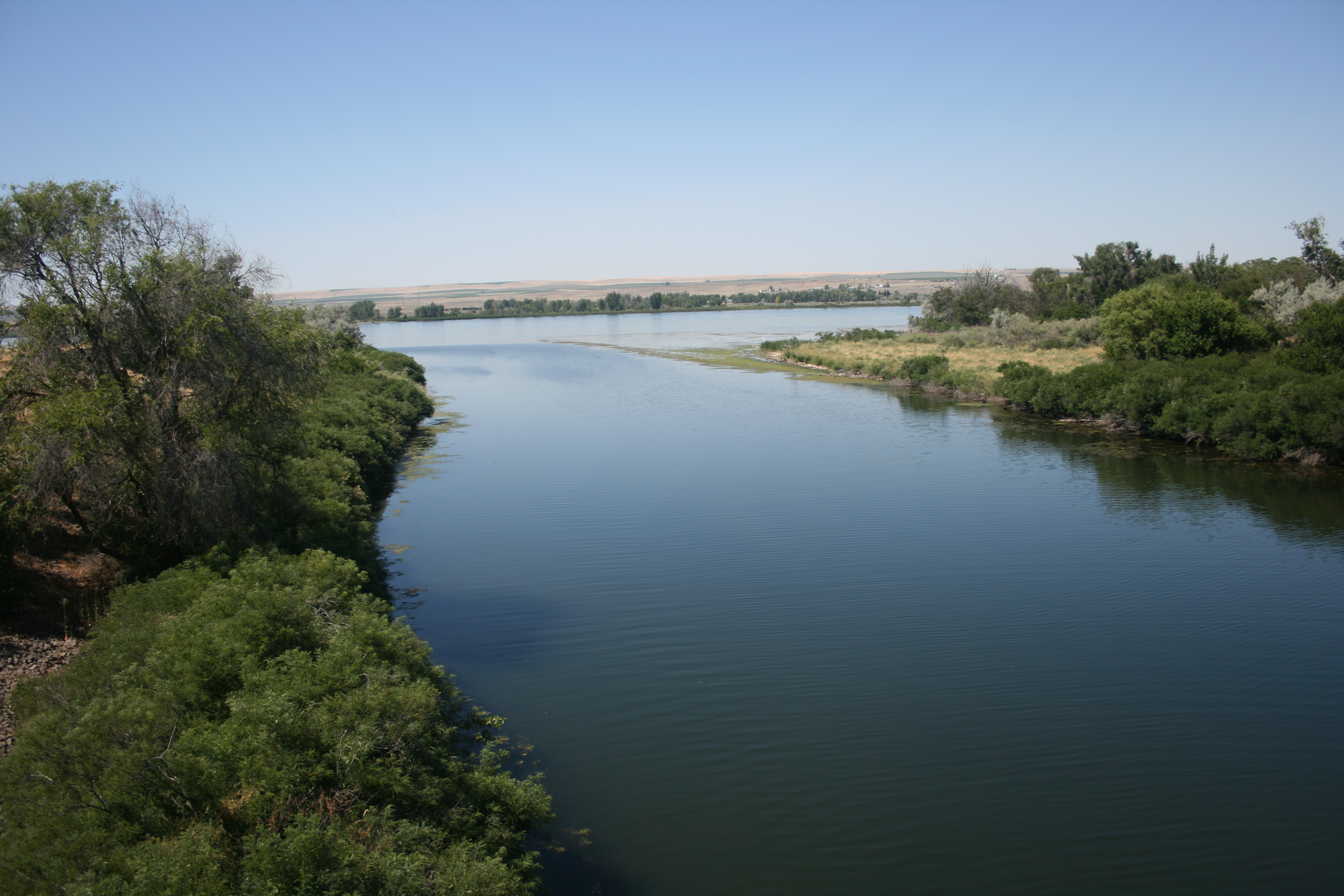
Foce del fiume Umatilla nel fiume Columbia nei pressi della città di Umatilla, Oregon

Il fiume Umatilla nasce nelle Blue Mountains dalla confluenza del North Fork Umatilla River e del South Fork Umatilla River nella Foresta nazionale di Umatilla nell'Oregon nord-orientale. Scorrendo generalmente verso Ovest, nel fiume sfociano Lick Creek e Bear Creek, entrambi da destra, prima di raggiungere la comunità non incorporata di Bingham Springs. Più a valle ha come affluenti Rock Creek da destra, poi Bobsled, Augur, e Ryan creeks da sinistra prima di entrare nella Riserva indiana Umatilla e raggiungere la comunità non incorporata di Gibbon. Da Gibbon alla foce del fiume, i binari della Union Pacific Railroad corrono paralleli al fiume. Tra Gibbon e Cayuse, Squaw, Buckaroo e Coonskin creeks sfociano nel fiume da sinistra. A valle di Cayuse, Moonshine, Cottonwood e Mission creeks sfociano nel fiume, ancora da sinistra.
Il fiume scorre da Mission al miglio 61 circa, corrispondente al chilometro 98 circa, lasciando la riserva indiana e raggiunge la città di Pendleton al miglio 56 (chilometro 90) circa, passando sotto la Oregon Route 11. Wildhorse Creek sfocia da destra, poi Patawa Creek da sinistra. Il fiume passa sotto la Interstate 84 (I-84) e McKay Creek sfocia da sinistra. Poco dopo, Birch Creek sfocia da sinistra a circa 50 miglia (80 km) dalla foce. Coombs Creek sfocia da sinistra circa 3 miglia (5 km) dopo e poi il fiume, girando a Nord, scorre da Echo e nuovamente sotto la I-84 again. Il fiume Umatilla raggiunge Stanfield a circa 23 miglia (37 km) dalla foce, poi passa sotto la Oregon Route 207 ed ha come affluente Butter Creek da sinistra. Raggiungendo Hermiston a circa 9 miglia (14 km) dalla foce, il fiume scorre dalla stazione idrometrica dello United States Geological Survey (USGS) a circa 2 miglia (3 km) dalla foce, poi passa sotto la Interstate 82 e la Oregon Route 730 prima di sfociare nel fiume Columbia nei pressi di Umatilla.
Il fiume Umatilla affluisce nel fiume Columbia presso il Lago Umatilla, un bacino artificiale formato dalla diga John Day Dam sul fiume Columbia. La confluenza si trova a 289 miglia (465 km) dalla foce del fiume Columbia nell'Oceano Pacifico presso Astoria. La McNary Dam, un'altra diga sul fiume Columbia, è leggermente più a monte al miglio 292 (km 470) circa.

## Pesca

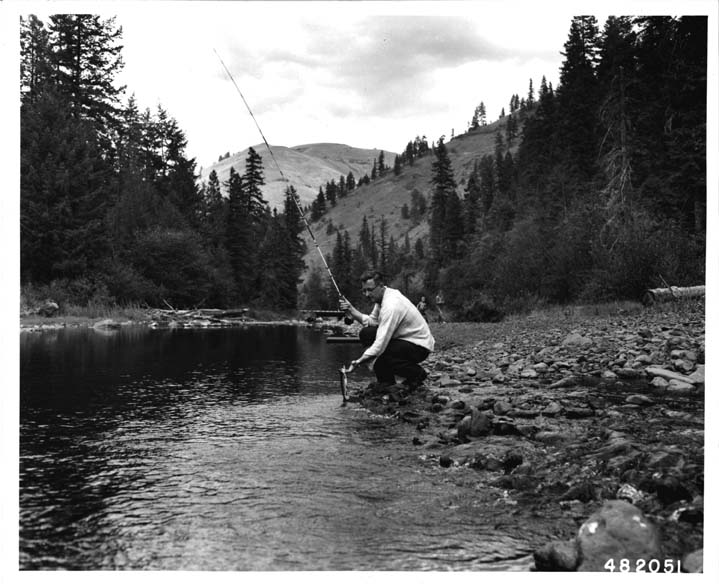
Pesca alla trota al Buck Creek Organization Camp nel fiume Umatilla (settembre 1956)

Il fiume Umatilla fornisce alle popolazioni salmone reale in primavera e in autunno e salmone argentato e trote piccole nella parte superiore. L'accesso del pubblico alla pesca del salmone e della trota salmonata è abbastanza buono a valle del ponte sulla Oregon Route 11. A monte del ponte, il fiume scorre attraverso la Riserva indiana Umatilla, dove la pesca è limitata a chi è in possesso di un permesso tribale.